# Drupi
Джампьеро Анелли (итал. Giampiero Anelli, род. 10 августа 1947 года) — итальянский певец, более известный под псевдонимом Drupi (Друпи).

## Биография
Друпи начал свою карьеру в качестве солиста группы Le Calamite. Благодаря сотрудничеству с поэтами-песенниками Луиджи Альбертелли и Энрико Риккарди, он участвовал в фестивале в Сан-Ремо с песней «Vado via» (Ухожу). Несмотря на неудачу в конкурсе (последнее место), песня стала популярной в Европе, что способствовало старту его сольной карьеры. Записанная на A & M Records, песня заняла 17 место в UK chart в январе 1974 года (одна из немногих песен, исполненных не на английском языке). В том же году Анелли добился популярности в Италии с песней «Piccola e fragile» (Маленькая и хрупкая), которая возглавила итальянские хит-парады.
В 1975 году Друпи стал победителем Festivalbar с песней «Due» (Двое). Он также несколько раз участвовал в фестивале в Сан-Ремо и занял на нем третье место в 1982 году, исполнив песню «Soli» (Одни).
В 1978 году певец посетил СССР, дав концерты в Москве и Ленинграде (Зимний стадион); его показывают в программе «Мелодии и ритмы зарубежной эстрады» и крутят по радио.
Сценический псевдоним певца получил свое название от Друпи, персонажа мультфильмов Текса Эйвери.

## Дискография

### Синглы
- 1973: «Vado via» (original version)
- 1973: «She Didn’t Remember My Name» / «Vado via»
- 1974: «Piccola e fragile»
- 1975: «Due»
- 1975: «Sereno è…»
- 1976: «Bella bellissima»
- 1976: «Sambariò»
- 1977: «Con fantasia»
- 1977: «Come va…»
- 1978: «Gentea»
- 1978: «Paese»
- 1978: «Provincia»
- 1979: «Una come te»
- 1979: «E grido e vivo e amo»
- 1979: «Buona notte»
- 1980: «Setkání» / «Kam Jsi To Letět Chtěl, Ptáčku Můj» (Hana Zagorová & Drupi)
- 1980: «Sera»
- 1981: «La mia canzone al vento»
- 1981: «Princess of the Night» / «Stai con me»
- 1982: «Soli»
- 1983: «Regalami un sorriso»
- 1983: «Canta»
- 1984: «I Feel for You» / «Fammi volare»
- 1988: «Era bella davvero»
- 1992: «Un uomo in più»

### Студийные альбомы
- 1974: Drupi
- 1974: Sereno è…
- 1975: Due
- 1976: Drupi (La visiera si stacca e si indossa!)
- 1977: Di solito la gente mi chiama Drupi
- 1978: Provincia
- 1979: E grido e vivo e amo
- 1981: Drupi
- 1983: Canta
- 1985: Un passo
- 1989: Drupi
- 1990: Avanti
- 1992: Amica mia
- 1993: Storie d’amore
- 1995: Voglio una donna
- 1997: Bella e strega
- 2004: Buone notizie
- 2007: Fuori target
- 2013: Ho sbagliato secolo